# Zentrale Sterilgutversorgungsabteilung

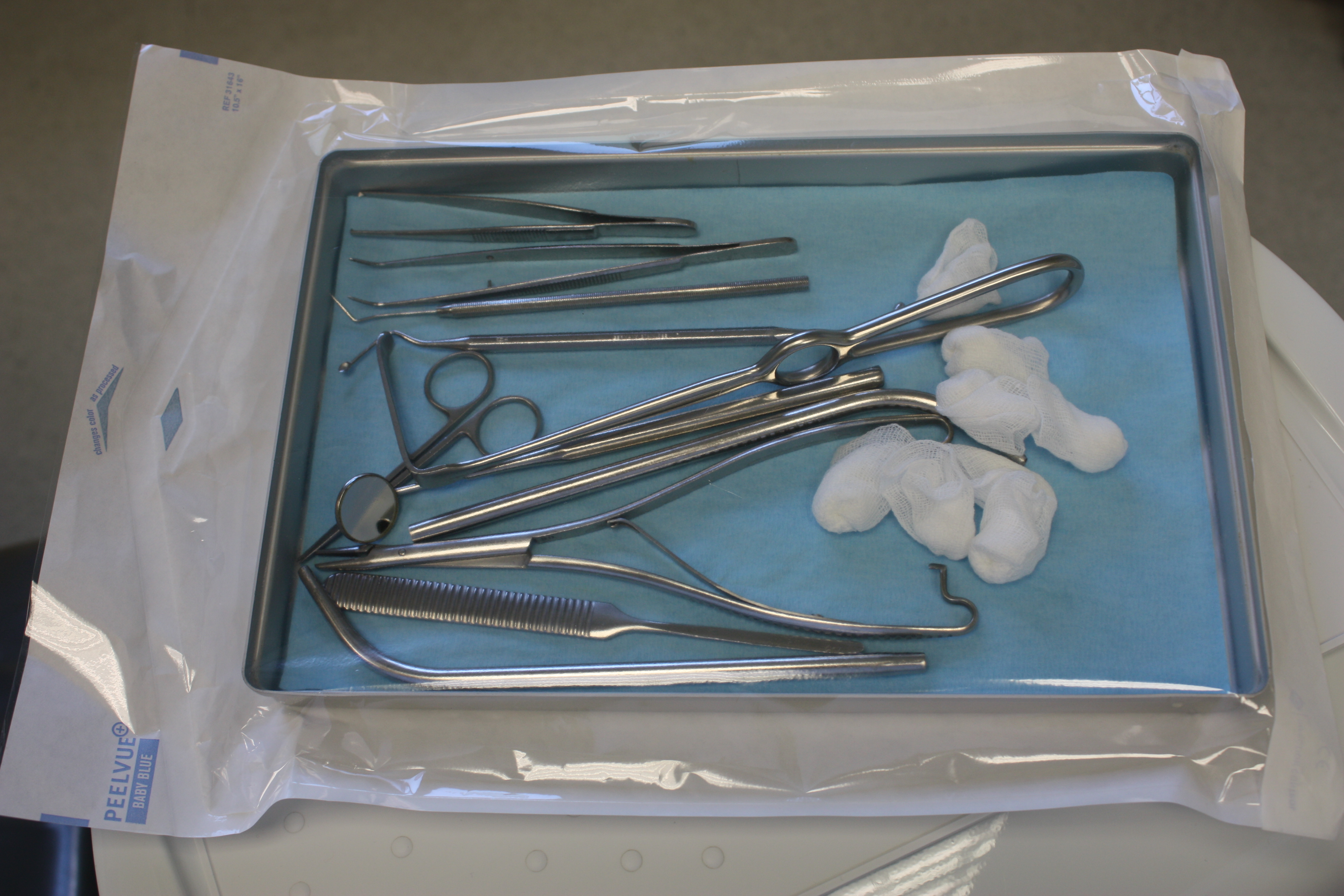
Chirurgische Instrumente nach der Sterilisation

Die Zentrale Sterilgutversorgungsabteilung (ZSVA) heute auch Aufbereitungseinheit für Medizinprodukte (AEMP), ist ein interner oder externer Versorgungsbereich eines oder auch mehrerer Krankenhäuser. Ihre Aufgabe ist die Reinigung, Desinfektion, Pflege, Sortierung, Verpackung, Sterilisation und Bereitstellung von wiederverwendbaren Medizinprodukten, beispielsweise Operationsbesteck, sowie die rechtssichere Dokumentation dieses Vorgangs. Dieser Prozess wird auch Aufbereitung genannt. Einmalprodukte werden hier nicht aufbereitet. Auch Medizinprodukte, die nur desinfiziert und (noch) nicht sterilisiert werden müssen, werden in Aufbereitungseinheiten zentral versorgt, z. B. flexible Endoskope, Anästhesiematerialien, Spekula.
Eine ZSVA weist einen unreinen und einen reinen Bereich auf, die hygienisch voneinander getrennt sind. Dadurch wird die Verschleppung von Kontaminationen auf bereits gereinigte Instrumente vermieden.

## Geschichtliches
Ausräuchern, beweihräuchern und räuchern – die Verwendung von Rauch bei Krankheiten ist der erste Hinweis auf die Erkenntnis der Menschen, dass es in der Luft und an Oberflächen (z. B. von Operationsinstrumenten) etwas geben könnte, was den Heilungsprozess behindert, ohne dass es früher das Wissen von Mikroorganismen gab. Hierfür musste erst das Mikroskop erfunden werden, unter dem kleinste Partikel auf einmal „zum Leben erwachten“ (Antoni van Leeuwenhoek).
Die Anfänge der Sterilisation für die Medizin werden auf den Begründer der Mikrobiologie, Louis Pasteur, zurückgeführt, der im 19. Jahrhundert feststellte, dass durch Erhitzen eine Abtötung von Mikroorganismen erfolgt (Pasteurisierung). Der nächste Schritt in der Technik war, die Erhitzung mit Sattdampf durchzuführen, was niedrigere Temperaturen erlaubte, da der heiße Dampf sich an alle erreichbaren Stellen des Gutes legte und so die Abtötung von Mikroorganismen gewährleistete.
Dieses Prinzip führte zu den heutigen Dampfsterilisatoren, welche in der ZSVA das Standardgerät zur Sterilisation darstellen.
Statt der Bezeichnung ZSVA findet sich neuerdings die Abkürzung AEMP (Aufbereitungseinheit für Medizinprodukte). Dem liegen das Medizinproduktegesetz, die Medizinprodukte-Betreiberverordnung und entsprechende europäische Verordnungen (z. B. MDR) zugrunde. Der Begriff „Sterilgut“ ist historisch gewachsen und findet sich auch in der Sterilguteinheit (STE) wieder. Dieses Volumenmaß von 54 Litern bezeichnet das zu sterilisierende Volumen, in dem aber eine verschieden große Anzahl von Medizinprodukten gelagert sein kann. Daher eignet es sich nur eingeschränkt als Leistungsmaß für den Umfang der Sterilisation von Medizinprodukten. 

## Personal
Bis in die 1980er Jahre hinein kamen die Aufgaben der Sterilisationsabteilung im Krankenhaus vor allem dem OP-Pflegepersonal zu, von dem sie erledigt wurden. Die Sterilisationabteilung wurde nicht als eigenständige Abteilung gesehen. Es war üblich, sie unvollständig und abwertend als Steri zu bezeichnen. Bei größerem Aufkommen konnten auch nicht ausgebildete Arbeitskräfte eingestellt werden, da die anfallenden Arbeiten nur unvollständig beschrieben waren, recht individuell gehandhabt wurden und keine großen Ansprüche zu stellen schienen.
Die DDR besaß ein Sterilisationsgesetz, während in der Bundesrepublik nur Verordnungen und Richtlinien diesen Bereich regelten. Bis heute existiert keine klare Ausbildungsstruktur. Nach wie vor handelt es sich um eine Anlerntätigkeit, was Probleme mit der Qualität und Reproduzierbarkeit der Arbeit mit sich bringt und zu versicherungsrechtlichen Fragen führt. Das Bundesinstitut für berufliche Bildung hat in einem Forschungsauftrag die Notwendigkeit eines Ausbildungsberufs 2020 festgestellt.
Nach der Wende wurden die ersten Fachkundelehrgänge deutschlandweit von der Deutschen Gesellschaft für Sterilgutversorgung (DGSV) eingeführt. Die DGSV hat als Ziel, die Qualifikation der Mitarbeiter sicherzustellen und ein Berufsbild zu entwickeln. 
Die Sterilgutversorgungen sind heute verantwortlich für den Werterhalt des Investitionsgutes Medizinprodukt und für die hygienische Wiederaufbereitung im Sinne eines sicheren Einsatzes am Patienten.
Die komplizierter werdenden Vorschriften für die Aufbereitung von Medizinprodukten, wie die Richtlinien des Robert Koch-Institutes, die DIN- und ISO-Normen, die Herstellerangaben zur Wiederaufbereitung und die zunehmende Komplexität medizintechnischer Geräte, verlangen immer mehr Wissen, das durch drei Fachkundelehrgänge (FK I-III) vermittelt wird. Es gibt Bestrebungen, aus den Fachkundelehrgängen einen Ausbildungsberuf zu machen. In der Regel hat das leitende Personal Krankenhaus- oder auch Operationserfahrung und die Fachkunde zusätzlich erworben. Angestrebt wird, dass der einfache Mitarbeiter an der Fachkunde I erfolgreich teilnahm. Für die Schichtleitung und Stellvertretung wünscht man Fachkunde II und für die Leitung der ZSVA Fachkunde III, ab Januar 2019 Managementlehrgang AEMP. Diese Fachkundekurse (Kurz FK I-III) werden durch die Deutsche Gesellschaft für Sterilgutversorgung (Kurz: DGSV®) geführte Lehrangebote und danach handelnden Bildungseinrichtungen angeboten. Seit 2016 gibt es zusätzlich das Berufsbild „Fachkraft für Medizinprodukteaufbereitung – FMA – DGSV®“.
Das Personal kann beim Krankenhaus oder einer Arztpraxis/Zahnarztpraxis angestellt sein oder zu einem externen Dienstleister gehören. Dieser kann die Räumlichkeiten und Geräte des Krankenhauses nutzen, oder einen eigenen Standort unterhalten.
In der Schweiz gibt es seit Sommer 2018 eine neu geschaffene, dreijährige Berufsausbildung zur Medizinproduktetechnologin / zum Medizinproduktetechnologen.

## Aufgaben
Kernaufgabe ist in der Regel die Versorgung der Operationssäle mit wiederaufbereiteten Arbeitsmitteln. Darüber hinaus kann die ZSVA auch die Funktionsabteilungen und Krankenstationen eines Krankenhauses mitversorgen. Je nachdem variiert der logistische Aufwand. In der ZSVA wird in aller Regel der gesamte Produktionsprozess der Aufbereitung von Medizinprodukten durchgeführt. Heute werden Medizinprodukte hinsichtlich der Anforderungen an die Aufbereitung nach unkritisch, semi-kritisch, kritisch; mit oder ohne erhöhte Anforderungen an die Aufbereitung unterteilt. Wichtig ist, dass eine möglichst hohe Dokumentationsdichte erreicht wird, um das jeweilige Gut zu jedem Zeitpunkt unter Kontrolle zu haben, was nicht nur der Absicherung gegen Reklamationen, sondern der Patientensicherheit dient.

## Instrumentenkreislauf

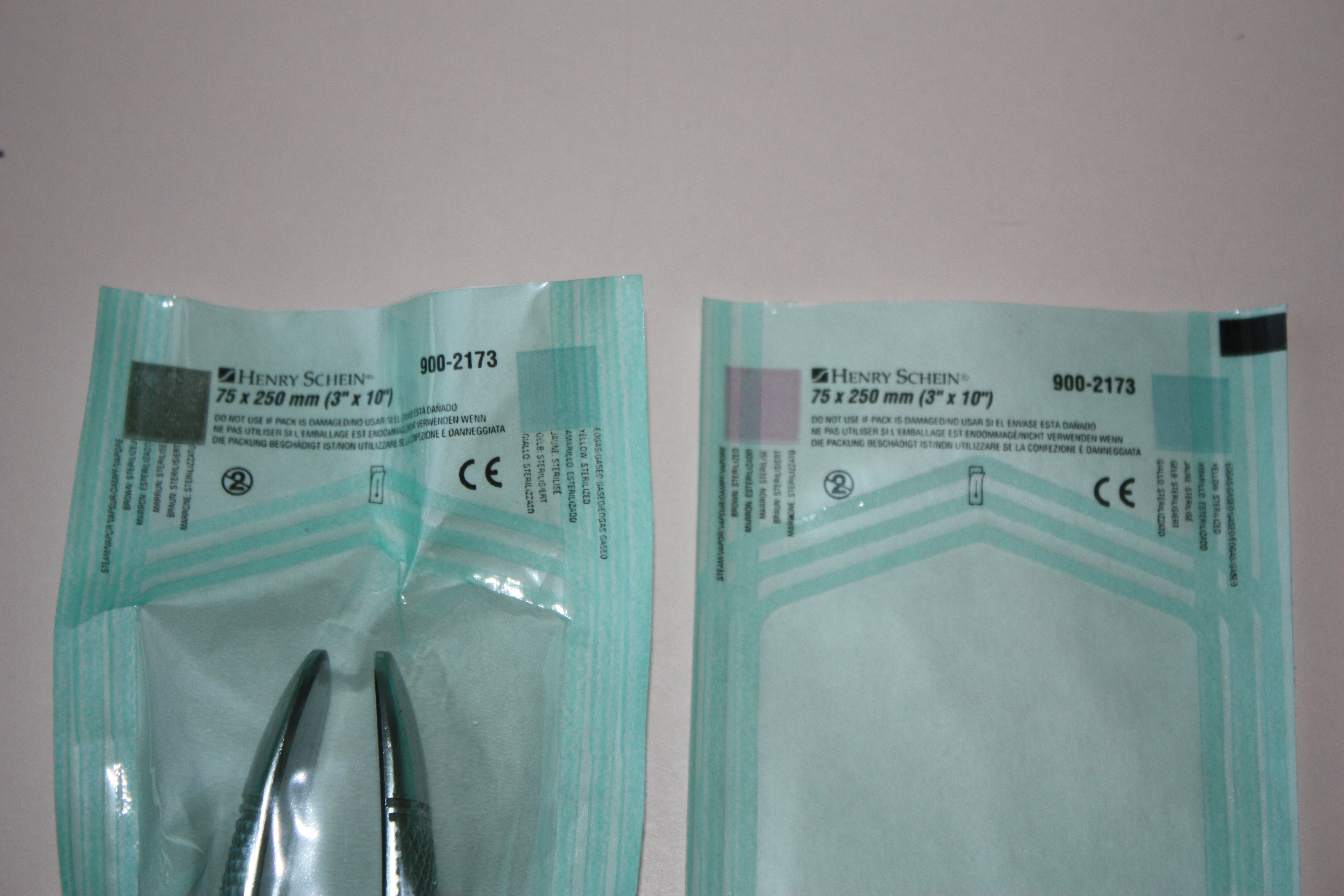
Verpackung mit Farbindikator zur Kontrolle des Sterilisationserfolges

### Bereitstellung der Sets
Operationsbestecke sind in Sets vorbereitet, die in verschiedener Form verpackt sein können (Weich- oder Hartverpackung). Gebräuchlich ist auch der ungenaue, eher historische Ausdruck Sieb. Am häufigsten sind Sterilgutcontainer in allen Variationen und Größen unterhalb einer Sterilguteinheit anzutreffen, die zunehmend von in Vliesstoff verpackten Körben abgelöst werden.
In einem Sterilgutlager werden die Sets verwahrt und bis zur Verwendung gelagert. Sie werden mit einem Verfalldatum versehen. Wichtig ist es, regelmäßig den Bestand zu überprüfen, zu ergänzen und zu aktualisieren, um nicht totes Kapital im Schrank zu lagern.

### Reinigung
Nach einer Operation kommt das benutzte Operationsbesteck in den unreinen Bereich der ZSVA, wo es nach den Herstellerangaben, sofern nicht schon im Operationssaal geschehen, so weit wie möglich zerlegt wird. Schwer zugängliche Stellen werden gegebenenfalls mithilfe von Kunststoffbürsten, Dampfstrahlern oder Ultraschall vorgereinigt. Die weitere Reinigung erfolgt im Reinigungs- und Desinfektionsgerät. Eine gleichmäßige Reinigung ist dabei nur durch automatisierte Reinigungsabläufe zu erreichen. Weltweit betrachtet wird aber das Instrumentarium zumeist manuell gereinigt.

### Desinfektion
Das Gut wird nun in ein Reinigungs- und Desinfektionsgerät (RDG oder auch Reinigungs- und Desinfektionsautomat) eingebracht. Dieses arbeitet einem Geschirrspüler ähnlich, hat im Unterschied zu diesem aber spezielle Waschprogramme mit anderen Reinigungsmitteln. Das Gut wird darin gereinigt, dann thermisch desinfiziert und abschließend getrocknet. Ziel ist es, eine Vorreinigung so weit wie möglich zu minimieren, um zum einen immer wieder gleichbleibende Ergebnisse zu erzielen und zum anderen Zeit zu sparen. Zeit, Spülmechanik, Reinigungschemie und Temperatur sind die Wirkparameter im Sinne des Sinnerschen Kreises, die den Erfolg der Reinigung bestimmen.

### Kontrolle, Pflege und Packen
Auf der reinen Seite der ZSVA werden die Reinigungs- und Desinfektionsgeräte entleert. Sie sollten so angelegt sein, dass sie als Durchreichemaschinen den unreinen vom reinen Bereich trennen. Das Gut wird nun auf den Reinigungserfolg und die Funktionsfähigkeit hin kontrolliert, sortiert und dort, wo es nötig ist, mit speziellem, Wasserdampf-durchlässigen Instrumentenpflegespray behandelt, um Verschleiß vorzubeugen. Packlisten, idealerweise in einem EDV-System erfasst, geben vor, wie das fertige Set zu packen ist. Sie bestehen aus einer Inventarliste und einer topographischen Zuordnung, so dass in immer gleicher Weise das Instrumentarium im Behälter positioniert wird.

### Sterilisation
Das gepackte Set wird nun den Herstellerangaben entsprechend sterilisiert. In der Regel, etwa 90 % der Fälle, wird das Dampfsterilisationsverfahren eingesetzt, man spricht vom Autoklavieren. In der ZSVA werden außerdem die Gassterilisation mit Ethylenoxid, Formaldehyd-Dampf und die sogenannte Plasmasterilisation eingesetzt. Der Vorteil hierbei ist, dass das Gut bei niedrigeren Temperaturen sterilisiert werden kann, was bei thermolabilen Werkstoffen notwendig ist. Ziel ist die Abtötung aller Mikroorganismen. Nach der Sterilisation muss das Sterilgut freigegeben werden, das heißt, dass ein Mitarbeiter mit mindestens Fachkunde I das Gut bzw. die Verpackung auf eventuelle Schäden überprüft und dann eine Freigabe dokumentiert. Die Fachkunde I kann mittlerweile bei vielen Bildungsanbietern erworben werden. Die Fachkunde I gilt als Mindesteinstiegsqualifizierung in diesen Berufsbereich. Viele Krankenhäuser, Aufbereitungseinheiten, wie ZSVA, Arzt- und Zahnarztpraxen und externe Dienstleister stellen Mitarbeiter mit abgeschlossener Fachkunde I ein.